# 新疆百合
新疆百合（学名：Lilium martagon var. pilosiusculum）为百合科百合属下的一个变种。

## 扩展阅读
- 維基物種上的相關：新疆百合